# Rachel Smith
Rachel Renee Smith (ur. 18 kwietnia 1985 w Panamie) – amerykańska uczestniczka konkursów piękności z Clarksville w stanie Tennessee. Zdobywczyni tytułu Miss USA 2007.
Od 2006 roku studiowała dziennikarstwo na Belmont University.